# Inge Krokrygg
Inge Krokrygg alternativt Inge Haraldsson (modern norska: Inge I Haraldsson), född omkring 1135, var kung av Norge från 1136 till sin död 4 februari 1161.
Han föddes som son till kung Harald Gille och valdes 1136 till kung. Hans rike utgjordes av sydöstra Norge, Viken och landet omkring Oslofjorden medan hans bröder Sigurd Munn och Öystein Haraldsson erhöll andra delar av landet. Tronpredententen Sigurd Slemme försökte 1137 med hjälp av den tidigare kungen Magnus den blinde att ta kungamakten men misslyckades i striden mot stormännen, som stödde de minderåriga bröderna. Sedan de vuxit upp försökte Sigurd och Öystein att störta Inge, men de besegrades av bondeadeln, som Inge stödde sig på. Hans makt var ringa, och låg i händer på hövdingar som Gregorius Dagsson och Erling Skakke.
Brödernas anhängare lanserade senare Sigurds tioårige son Håkon Herdebrei som motkonung. År 1159 kom denne åter till Norge efter sin landsflykt till Sverige och 1161 dödades Inge i en strid med Håkons här.
Inge finns omnämnd i Snorre Sturlassons "Heimskringla".